# أرقام هواتف الطوارئ

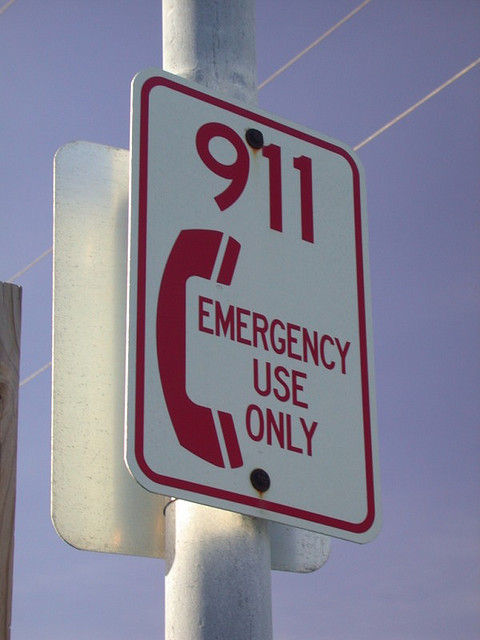
9-1-1 هو رقم هاتف الطوارئ الموحد المستخدم في عدة دول مثل كندا، كوستاريكا، السلفادور، الأردن، ليبيريا، باراغواي، أوروغواي، والولايات المتحدة

في الكثير من بلدان العالم هناك في شبكة الهاتف العامة رقم للطوارئ يسمح للناس بالاتصال بخدمات الطوارئ المحلية لطلب المساعدة. أرقام هواتف الطوارئ تختلف من بلد إلى آخر، وهو عادة ما يكون مكون من ثلاثة أرقام بحيث يمكن أن تتذكر بسهولة وليتم الاتصال بها بأقصى سرعة ممكنة.